# آویشن خراسانی
آویشن خراسانی، آویشن ترکمنی (نام علمی: Thymus transcaspicus) نام یک گونه از سرده آویشن است.